# 岛村一郎
岛村一郎（日语：／ Shimamura Ichiro，1949年3月11日—），日本男子射箭运动员。他曾代表日本参加1978年和1986年亚洲运动会射箭比赛，获得二枚金牌和一枚银牌。他也曾参加1984年夏季奥林匹克运动会。